# Rawicz
Rawicz é um município da Polônia, na voivodia da Grande Polônia e no condado de Rawicz. Estende-se por uma área de 7,81 km², com 20 567 habitantes, segundo os censos de 2016, com uma densidade de 2657,2 hab/km².